# شالان
شالان، روستایی است از توابع بخش مرکزی شهرستان دالاهو استان کرمانشاه ایران.

## جمعیت
این روستا در دهستان بان‌زرده قرار داشته و بر اساس سرشماری سال ۱۳۸۵ جمعیت آن (۶۸خانوار) ۲۹۸نفر بوده‌است.

## درخت چنار کهنسال
در روستای شالان یک درخت چنار کهن‌سال وجود دارد که در فهرست آثار ملی ایران ثبت شده‌است. این درخت که عمری نزدیک به ۱۳۰۰ سال دارد، در محل چشمه‌ای به نام «کانی‌ها» واقع شده‌است که در نزدیکی مسجد تاریخی عبدالله بن عمر قرار دارد. درخت روستای شالان در میان مردم شالان از قداست برخوردار بوده و منشأ خیر و برکت و نماد زندگی دوباره دانسته می‌شود. در گذشته مردم روستای شالان یک شب خاص در سال را با در دست داشتن مشعلی به گرد درخت پایکوبی می‌کردند و جشنی تحت عنوان «شماله» برگزار می‌کردند.

## منبع
1. ↑  درگاه ملی آمار
2. ↑  خبرگزاری دانشجویان ایران (ایسنا): درختان بابایادگار ثبت ملی شدند، نوشته‌شده در ۲۹ اسفند ۱۳۹۹؛ بازدید در ۲ فروردین ۱۴۰۰.